# La caída de la casa Usher (miniserie)
The Fall of the House of Usher (traducido en español como La Caída de la Casa Usher) es una miniserie de televisión por internet estadounidense de drama y terror gótico, creada por Mike Flanagan. Está basada en el cuento del mismo nombre y otras obras de Edgar Allan Poe. Se estrenó en Netflix el 12 de octubre de 2023.

## Argumento
El director ejecutivo de una empresa farmacéutica corrupta se enfrenta a su pasado cuestionable cuando sus hijos empiezan a morir de forma misteriosa y brutal.

## Reparto

### Principales
- Carla Gugino como Verna, una misteriosa desconocida proveniente del pasado de los gemelos Usher que se aprovecha de los herederos de su familia. El nombre del personaje es un anagrama de la palabra "cuervo" en inglés ("raven").
- Bruce Greenwood y Zach Gilford como Roderick Usher, el hermano gemelo de Madeline y el corrupto director ejecutivo de Fortunato Pharmaceuticals. Está basado en el personaje del mismo nombre en La caída de la Casa Usher
  - Graham Verchere como Roderick Usher de adolescente
  - Lincoln Russo como Roderick Usher de niño
- Mary McDonnell y Willa Fitzgerald como Madeline Usher, la hermana gemela de Roderick y la ambiciosa directora de operaciones de Fortunato Pharmaceuticals que está interesada en los avances tecnológicos. Está basada en el personaje del mismo nombre en La caída de la Casa Usher
- Lulu Wilson como Madeline Usher de adolescente
- Kate Whiddington como Madeline Usher de niña
- Henry Thomas como Frederick Usher, el hijo mayor de Roderick y heredero de Fortunato, esposo de Morella y padre de Lenore.[2] Su nombre proviene de un personaje de Metzengerstein
  - William Kosovic como Frederick Usher de niño
- Kate Siegel como Camille L'Espanaye, una de las hijas ilegítimas de Roderick y la mordaz jefa de relaciones públicas de Fortunato.[2] Su nombre proviene de un personaje de Los crímenes de la calle Morgue
- Rahul Kohli como Napoleon «Leo» Usher, uno de los hijos ilegítimos de Roderick y un destacado editor de videojuegos con adicción a las drogas.[2] Su nombre proviene de un personaje de Los anteojos
- Samantha Sloyan como Tamerlane Usher, la hija mayor de Roderick y aspirante a emprendedora.[2] Su nombre proviene del poema Tamerlán
- T'Nia Miller como Victorine «Vic» LaFourcade, la mayor de los hijos ilegítimos de Roderick y una talentosa cirujana.[2] Su nombre proviene de un personaje de El entierro prematuro
- Michael Trucco como Rufus Griswold, el exdirector ejecutivo de Fortunato después de Longfellow. El personaje comparte nombre con el personaje histórico Rufus Wilmot Griswold, un rival de Poe. El nombre de la empresa proviene de un personaje de El barril de amontillado
- Katie Parker como Annabel Lee, la primera esposa de Roderick y madre de Frederick y Tamerlán. Su nombre proviene del poema Annabel Lee
- Sauriyan Sapkota como Prospero «Perry» Usher, el más joven de los hijos ilegítimos de Roderick que lleva un estilo de vida hedonista.[2] Su nombre proviene de un personaje de La máscara de la muerte roja
- Matt Biedel como William «Bill-T» Wilson, un influencer de fitness y esposo de Tamerlane.[2] Su nombre proviene de William Wilson
- Crystal Balint como Morella Usher, una exmodelo y actriz, esposa de Frederick y madre de Lenore.[2] Su nombre proviene del personaje de Morella
- Ruth Codd como Juno Usher, la segunda esposa de Roderick y una exdrogadicta[2]
- Kyliegh Curran como Lenore Usher, la hija de Federico y Morella. Roderick la considera como «la mejor de los Usher».[2] Su nombre proviene de un personaje de El Cuervo
- Carl Lumbly como C. Auguste Dupin, el fiscal adjunto de los Estados Unidos que quiere llevar a los Usher ante la justicia. Su nombre proviene del personaje C. Auguste Dupin
  - Malcolm Goodwin como C. Auguste Dupin de joven
- Mark Hamill como Arthur Pym, el abogado y reparador de la familia, «un personaje sorprendentemente a gusto en las sombras».[3] Su nombre proviene de La narración de Arthur Gordon Pym

### Recurrentes
- Annabeth Gish como Eliza Usher, la madre religiosa de Roderick y Madeline que trabajaba como secretaria de Longfellow. Su nombre proviene de la madre de Poe, Eliza Poe
- Robert Longstreet como William Longfellow, el exdirector ejecutivo de Fortunato. Su nombre proviene del personaje histórico Henry Wadsworth Longfellow
- Paola Nuñez como la Dra. Alessandra «Al» Ruiz, novia y compañera de trabajo de Victorine[2]
- Igby Rigney como Toby, él asistente de Camille. Su nombre proviene de un personaje de Nunca apuestes tu cabeza al diablo
- Aya Furukawa como Tina, la asistente de camilla
- Daniel Jun como Julius, el novio de Leo. Su nombre proviene de El diario de Julius Rodman
- Sarah-Jane Redmond como la Sra. Longfellow, esposa de William
- Nicholas Lea como el juez John Neal, que preside el caso de los Usher. Su nombre proviene del personaje histórico John Neal
- Molly C. Quinn como Jenny, una de las parejas de perr
- JayR Tinaco como Faraj, una de las parejas de perry
- Alex Essoe como testigo de la corte

## Episodios
Si bien el título del primer episodio consiste en una frase de la primera línea del poema de Poe El cuervo, el último episodio lleva el título del poema. Los demás episodios tienen los mismos títulos que los siguientes cuentos de Poe: La máscara de la muerte roja, Los crímenes de la calle Morgue, El gato negro, El corazón delator, El escarabajo de oro, y El pozo y el péndulo.
| N.º | Título                                                                   | Dirigido por      | Escrito por                           | Fecha de lanzamiento original |
| --- | ------------------------------------------------------------------------ | ----------------- | ------------------------------------- | ----------------------------- |
| 1 | «A Midnight Dreary (en español, Una lúgubre medianoche)»                 | Mike Flanagan     | Mike Flanagan                         | 12 de octubre de 2023         |
| Roderick Usher, el corrupto director ejecutivo de Fortunato Pharmaceuticals, ha perdido a sus seis hijos (el heredero Frederick, el empresario Tamerlane, la cirujana Victorine, el magnate de videojuegos Leo, la directora de relaciones públicas Camille, y el socialité Perry) en un lapso de dos semanas. Asiste al funeral de sus tres hijos mayores (los últimos en morir), acompañado por su hermana y directora de operaciones de Fortunato, Madeline, su esposa Juno, su nieta Lenore, y su aliado Arthur Pym. Roderick ve apariciones espeluznantes y se derrumba, murmurando: «Es hora», al ver un cuervo. Invita a su némesis, el fiscal federal adjunto C. Auguste Dupin, a la casa de su infancia para confesar sus crímenes y revelar las causas de la muerte de sus hijos. Roderick relata que en 1962, la madre de Roderick y Madeline, Eliza, murió pero inesperadamente resucitó y mató a su ex empleador abusivo, el director ejecutivo de Fortunato, William Longfellow, a quien Roderick creía que era su padre biológico y el de Madeline. Dos semanas antes del funeral, Roderick y Madeline reúnen a todos en una cena familiar para descubrir a un informante entre ellos que está trabajando con Dupin. En el presente, Roderick asume la responsabilidad de sus muertes y relata un fatídico encuentro con una mujer llamada Verna, quien predijo un cambio que transformaría su vida en una fiesta de Año Nuevo de 1980. |                                                                          |                   |                                       |                               |
| 2 | «The Masque of the Red Death (en español, La máscara de la muerte roja)» | Mike Flanagan     | Emmy Grinwis y Mike Flanagan          | 12 de octubre de 2023         |
| En 1979, Dupin investiga misteriosas exhumaciones de tumbas relacionadas con un ensayo de drogas. El joven Roderick, que vive con Madeline, su primera esposa Annabel, y sus hijos pequeños Frederick y Tamerlane, falla intentando vender su producto farmacéutico Ligadone al director ejecutivo de Fortunato, Rufus Griswold. Madeline cuenta cómo fingió lealtad hacia su madre adoptiva antes de traicionarla. Dupin y Roderick discuten sobre la muerte de Perry. Perry, Frederick y Pym abordan preocupaciones ambientales sobre sus propiedades, incluidos los problemas de desechos tóxicos. Perry decide organizar una fiesta de disfraces en una de las propiedades, utilizando agua de los tanques de la instalación para realizar una orgía. Roderick, que sufre de CADASIL, pone su esperanza en la malla cardíaca experimental de Victorine, mientras que Madeline busca crear inteligencia artificial utilizando los recuerdos de Lenore. Juno comparte que conoció a Roderick después de expresar su gratitud por Ligadone luego de un accidente automovilístico. La frustrada esposa de Frederick, Morella, asiste en secreto a la fiesta de Perry, donde Perry planea seducir a Morella como venganza contra su hermano. Verna se le aparece a Perry y le advierte de las consecuencias, diciéndoles a los camareros y a Morella que huyan antes de desaparecer. Morella se resiste a la orden. El agua comienza a rociar pero resulta ser ácida, inmolando a los invitados, incluido Perry. Verna besa a Perry y le pone una máscara antes de que muera. |                                                                          |                   |                                       |                               |
| 3 | «Murder in the Rue Morgue (en español, Los crímenes de la calle Morgue)» | Michael Fimognari | Justina Ireland y Mike Flanagan       | 12 de octubre de 2023         |
| En un flashback, Griswold se atribuye el mérito de Ligadone y Madeline insta a Roderick a esperar el momento oportuno. En el presente, Pym llega al lugar de la fiesta e identifica el cuerpo de Perry, que llevaba puesta la máscara de Verna; e igual encuentra a Morella, quien se encuentra gravemente quemada. Roderick le confiesa a Dupin que escondió ácido en los tanques para evitar las regulaciones, y la negligencia de Frederick al retirar los edificios que podrían haber evitado la muerte de Perry. La familia lidia con la muerte de Perry y el papel de Morella en la fiesta. Camille busca convertir la muerte de Perry en simpatía pública. Sospecha que Victorine es la informante y descubre que sus pruebas ilegales sobre su malla cardíaca animal no tienen éxito. Verna se hace pasar por una persona que busca ser parte de un ensayo clínico para el proyecto de Victorine, quien le reserva una cirugía sin informarle a su novia y compañero de trabajo, la doctora Al Ruiz. Verna también se hace pasar por una prostituta para el marido de Tamerlane, Bill, para cumplir el fetiche cornudo de Tamerlane. Camille se une a Leo por sus roles familiares. Leo cree que mató accidentalmente a Plutón, el gato negro de su novio Julius, mientras estaba drogado y oculta la evidencia. Camille investiga el laboratorio de Victorine y se encuentra con Verna, disfrazada de guardia de seguridad. Verna la confronta por su odio hacia su hermana. Uno de los chimpancés de prueba mata a Camille. |                                                                          |                   |                                       |                               |
| 4 | «The Black Cat (en español, El gato negro)»                              | Michael Fimognari | Mat Johnson y Mike Flanagan           | 12 de octubre de 2023         |
| En un flashback, Roderick conoce a Dupin durante la investigación del ensayo de drogas, donde descubre que Fortunato falsificó sus firmas. Madeline continúa diciéndole que permanezca en Fortunato hasta que lo asuman como director por derecho de nacimiento. En el presente, Leo adopta un gato negro parecido a Plutón, el cual le es entregado por Verna; esto lo hace para poder engañar a Julius. La muerte de Camille desencadena una crisis familiar. Roderick, Madeline y Pym identifican a Verna como la culpable a partir de las imágenes de seguridad, y Madeline recuerda haberla conocido en 1980. Roderick confronta a Victorine sobre la presencia de Camille en su laboratorio, y ella le confirma que sus próximos ensayos clínicos serán en humanos, sin conocer la condición de su padre. Tamerlán ve a Verna con Bill, lo que provoca fricciones. Roderick le confía a Madeline su diagnóstico, similar al de su madre. El nuevo Plutón atormenta a Leo, lo que lleva a actos espantosos en medio de la preocupación que Julius tiene por él, debido a su uso excesivo de drogas que se desencadena por el dolor de haber perdido a dos de sus hermanos. Leo contrata a Verna para recuperar al gato, pero esta lo empieza a torturar mentalmente con situaciones que lo llevan a arrancarle un ojo a Plutón. Julius regresa a casa y ve a Leo destrozando las paredes de su apartamento para encontrar a Plutón, todas ellas alucinaciones de Leo. Leo ve a Plutón parado en un barandal de su balcón y en un intentó de golpearlo con un mazo, cae al vacío y muere instantáneamente. Mientras el cuerpo de Leo yace en la acera, el verdadero Plutón finalmente reaparece.                                                 |                                                                          |                   |                                       |                               |
| 5 | «The Tell-Tale Heart (en español, El corazón delator)»                   | Mike Flanagan     | Dani Parker                           | 12 de octubre de 2023         |
| En un flashback, Madeline se enfrenta a Griswold, quien revela que sabe que los hermanos son hijos ilegítimos de Longfellow. Unen fuerzas con Dupin para descubrir los archivos ocultos de Fortunato. En el presente, Roderick alucina a Perry, Camille y Leo en su funeral. La discusión de los hijos Usher supervivientes desemboca en celos por el favoritismo de su padre. Madeline presiona a Victorine para que inicie ensayos clínicos en humanos. En el futuro, Dupin admite más tarde que mintió sobre la existencia del informante para enfrentar a la familia entre sí. Roderick, Madeline, y Pym encuentran evidencia fotográfica de Verna y sospechan que es otra hija ilegítima. Durante una entrevista con Verna, Victorine escucha un extraño chirrido. Paranoica porque Bill se acuesta con Verna, Tamerlane insulta a Bill, lo que los lleva a una ruptura en su matrimonio. Roderick descubre que la doctora Al está muerta cuando visita a Victorine para revelarle su condición y su necesidad de trabajar. Al la había dejado después de descubrir que Victorine le había reservado una consulta a Verna, y había falsificado su firma en los documentos para llevar a cabo la operación. Mientras Al amenazaba con exponer a los Usher, Victorine impulsivamente le arrojó un sujetalibros, hiriéndola fatalmente. Desesperada, usó el prototipo de su malla de corazón y se colocó a Al. El chirrido de la malla la volvió loca, llevándola a creer que Al todavía estaba viva. Al darse cuenta de que el cadáver de Al es inútil, Victorine se suicida apuñalándose el corazón delante de su padre. |                                                                          |                   |                                       |                               |
| 6 | «Goldbug (en español, El escarabajo de oro)»                             | Mike Flanagan     | Rebecca Leigh Klingel y Mike Flanagan | 12 de octubre de 2023         |
| En un flashback, Roderick y Dupin buscan archivos de Fortunato para exponer a Griswold, a pesar de que Annabel no esta de acuerdo con ello. En el presente, Tamerlane se encuentra estresada, sufriendo de insomnio y culpabilidad por las consecuencias de su ruptura con Bill, todo esto mientras se prepara para lanzar su paquete de bienestar Goldbug. Madeline intenta convencer a Roderick de que Verna es una amenaza después del creciente número de muertes entre sus hijos. Lenore expresa preocupación por la paranoia de su padre, Frederick, y el empeoramiento del insomnio de Roderick. Juno platica con Tamerlane y le comenta que solamente quería ser aceptada por una familia numerosa después de casarse con Roderick, pero las muertes solo los alejaron más de lo que ya estaban. Madeline insta a sus científicos a desarrollar una inteligencia artificial para realizar mapas de conciencia. Pym descubre la verdadera naturaleza de Verna y sus vínculos con familias prominentes que se remontan a cientos de años. Morella comienza a hablar de nuevo, lo que lleva a Frederick a interrogarla y secretamente drogarla para que guarde silencio. En el lanzamiento de Goldbug, Tamerlane se ve atormentada por visiones en las que ve a Verna y un video sexual de ella, Bill y una acompañante. Mientras continúa alucinando a Verna como una asistente a su evento, Tamerlane accidentalmente hiere gravemente a Juno y sale huyendo hacía su casa. Madeline ve a Verna, quien desaparece ante sus ojos y se convierte en polvo. En casa, Verna se burla de Tamerlane apareciendo en varios espejos, que ella rompe uno por uno. Finalmente, los fragmentos de vidrio del espejo sobre su cama la empalan y la matan. |                                                                          |                   |                                       |                               |
| 7 | «The Pit and the Pendulum (en español, El pozo y el péndulo)»            | Michael Fimognari | Jamie Flanagan y Mike Flanagan        | 12 de octubre de 2023         |
| En 1979, Dupin y Roderick ensayan para la audiencia judicial que busca acabar con Fortunato. Madeline desea convertir a Fortunato en una empresa de tecnología centrada en la inmortalidad artificial, de la que quiere ser directora ejecutiva. Frederick ha estado paralizando a Morella y torturándola. Verna lo influye en secreto para que ponga cucharadas de paralizante en su bolsa de cocaína. En 1979, Roderick traiciona a Dupin en la audiencia y asume la culpa de los crímenes de Fortunato, ganándose su gratitud. En el presente, Madeline habla con Verna sobre un trato que hicieron en el Año Nuevo de 1980. Roderick rechaza la solicitud de Juno para dejar de tomar Ligodone, y le confiesa que solo se casó con ella porque estaba fascinado por la afinidad de su cuerpo para soportar dicha droga; tras lo anterior, ella decide abandonarlo. Frederick se encuentra organizando la demolición del edificio donde murió Perry. Antes de que lo demuelan, decide entrar al lugar para, como burla, orinar y esnifar su cocaína que, sin darse cuenta, resulta ser el paralizante que le ha estado dando a Morella. Se desploma en el suelo y Verna aparece, quien se burla de él antes de engañar a los encargados de la demolición para que destruyan el lugar. Cuando el sitio empieza a ser demolido mientras Frederick aún se encuentra tirado en el sulo, una estructura empieza a derrumbarse en forma de péndulo afilado, que finalmente lo parte a la mitad sin poder moverse por estar paralizado. Madeline cree que puede salvarse si Roderick muere y lo convence de provocarse una sobredosis con Ligodone. Verna, sin embargo, no le permite morir.                                                             |                                                                          |                   |                                       |                               |
| 8 | «The Raven (en español, El cuervo)»                                      | Michael Fimognari | Mike Flanagan y Kiele Sanchez         | 12 de octubre de 2023         |
| En una fiesta de Año Nuevo de 1980, Madeline droga a Rufus Amontillado y lo atrae al sótano, donde, una vez desmayado, ella y Roderick lo encadenan a un nicho y lo tapian. Planean incriminarlo y hacer que Roderick lo reemplace en la junta directiva de su compañía. Los Usher establecen una coartada en el bar de Verna y hacen un trato con ella que les proporcionara riqueza y poder; Verna les comenta que obtendrán lo que les promete si, a cambio, aceptan que todo el linaje Usher muera antes que ellos. En el presente, Verna le ofrece a Pym un trato de inmunidad por sus crímenes, pero Pym se niega. Verna le informa a Lenore que su madre se recuperará y formará una fundación en su nombre, antes de concederle una muerte pacífica. Roderick le admite a Dupin que los mensajes de texto que ha estado recibiendo de Lenore, solo eran la palabra «NUNCA MÁS», ya que el robot de inteligencia artificial de Lenore se trabó en esa palabra. Verna le indica a Roderick que llame a Dupin, pero antes de hacerlo, Roderick invita a Madeline a la antigua casa y la mata. Al final de su confesión, el cadáver reanimado de Madeline aparece y estrangula a Roderick, provocando que la casa se derrumbe. Juno hereda y disuelve Fortunato, creando una fundación de rehabilitación de drogas con los fondos. Pym es arrestado y Dupin se retira. Verna deja un objeto característico sobre cada una de las tumbas de los Usher, mientras recita el poema «Espíritus de los muertos» de Edgar Allan Poe, y un cuervo vuela sobre las tumbas. |                                                                          |                   |                                       |                               |

## Producción

### Casting
El 9 de diciembre de 2021, se eligieron Frank Langella, Carla Gugino, Mary McDonnell, Carl Lumbly y Mark Hamill. Samantha Sloyan, Rahul Kohli, Henry Thomas, T'Nia Miller, Kate Siegel, Sauriyan Sapkota, Zach Gilford, Katie Parker, Michael Trucco, Malcolm Goodwin, Crystal Balint, Kyleigh Curran, Paola Nuñez, Aya Furukawa, Matt Biedel, Daniel Jun, Ruth Codd, Robert Longstreet, Annabeth Gish e Igby Rigney fueron elegidos al día siguiente. El 13 de abril de 2022, Langella fue despedido de la serie después de una investigación por mala conducta, y su papel se reformuló. A fines de abril de 2022, Bruce Greenwood fue elegido para reemplazar a Langella.

### Rodaje
La filmación comenzó el 31 de enero de 2022 en Vancouver, Canadá y finalizó el 8 de julio de 2022.

## Recepción
En la página de reseñas Rotten Tomatoes, la serie tiene un índice de aprobación del 90% basado en 107 reseñas, con una calificación promedio de 7.9/10. El consenso del sitio web dice: «Al presentar historias antiguas de Poe filtradas a través de la lente deliciosamente oscura de Mike Flanagan, La caída de la casa Usher despertará la atención de los fanáticos del terror.» Metacritic, que utiliza un promedio ponderado, asignó a la serie una puntuación de 73 sobre 100, basada en 33 críticas, lo que indica críticas «generalmente favorables».
Ben Travers de IndieWire, le dio a la serie una B- y escribió: «A medida que los absurdamente ricos destruyen nuestro único planeta, nuestros placeres inocentes y nuestras vidas, incluso una alegoría contundente y demasiado extendida puede brindar satisfacciones viscerales. Argumentar que los multimillonarios deberían no existir rara vez se ha sentido tan bíblico.» Al revisar la serie para San Francisco Chronicle, G. Allen Johnson le dio una calificación de 3/4 y dijo: "¿La diferencia tonal entre los libros y la serie? Los creadores de La caída de la casa Usher se están divirtiendo mucho más".